# 建平 (南燕)
建平（400年八月-405年九月）是十六國時期南燕政權，南燕世宗献武帝慕容德的年號，共計近6年。
又李兆洛《纪元编》、陶棟《歷代建元考》记有南燕的燕平年号，称“晋安帝隆安二年戊戌改。”即是398年。《中国历代帝王年号手册》则从398年到399年为燕平年号。。
《中国历代年号考》引《晋书·慕容德载记》称慕容德于398年（晋安帝隆安二年）“依燕元故事，称元年。...四年僭及皇帝位于南郊，大赦，改元为建平。”又引《资治通鉴·晋安帝隆安二年》：“德用兄垂故事，称燕王，改永康三年为元年”。皆未言燕平年号。因称《纪元编》的燕平年号不知何据。

## 纪年
| 建平 | 元年  | 二年  | 三年  | 四年  | 五年  | 六年  |
| ---- | ----- | ----- | ----- | ----- | ----- | ----- |
| 公元 | 400年 | 401年 | 402年 | 403年 | 404年 | 405年 |
| 干支 | 庚子  | 辛丑  | 壬寅  | 癸卯  | 甲辰  | 乙巳  |

## 同期存在的其他政权年号
- 中國
  - 隆安（397年—401年）：東晉皇帝晋安帝司马德宗的年号
  - 元兴（402年—404年）：東晉皇帝晋安帝司马德宗的年号
  - 大亨（402年三月-十二月）：東晉皇帝晋安帝司马德宗的年号
  - 义熙（405年—418年）：東晉皇帝晋安帝司马德宗的年号
  - 永始（403年—404年）：桓玄年号
  - 皇初（394年—399年）：后秦政权姚兴年号
  - 弘始（399年—416年）：后秦政权姚兴年号
  - 太初（388年—400年）：西秦政权乞伏乾归年号
  - 长乐（399年—401年）：后燕政权慕容盛年号
  - 光始（401年—406年）：后燕政权慕容熙年号
  - 咸宁（399年—401年）：后凉政权吕纂年号
  - 神鼎（401年—403年）：后凉政权吕隆年号
  - 建和（400年—402年）：南凉政权秃发利鹿孤年号
  - 弘昌（402年—404年）：南凉政权秃发傉檀年号
  - 庚子（400年—404年）：西凉政权李暠年号
  - 建初（405年—417年）：西凉政权李暠年号
  - 天玺（399年—401年）：北凉政权段业年号
  - 永安（401年—412年）：北凉政权沮渠蒙逊年号
  - 天兴（398年—404年）：北魏政权拓跋珪年号
  - 天赐（404年—409年）：北魏政权拓跋珪年号

## 参看
- 中國年號索引
- 其他时期使用的建平年号